# 阿颂塔案
阿颂塔·巴斯特拉案（西班牙語：Caso Asunta Basterra），简称阿颂塔案（西班牙語：Caso Asunta），又称中国养女被杀案，发生于2013年9月21日。被西班牙家庭收养的12岁中国女孩在拉科鲁尼亚省特奥镇遇害。当地警方怀疑养父母是谋杀养女的真凶。审判该案的法官是有着“比利亚加西亚的罗宾汉”之称的何塞·安东尼奥·巴斯克斯·塔因。

## 背景
阿颂塔·巴斯特拉·波尔图（西班牙語：Asunta Basterra Porto，以下简称阿颂塔）原名永芳（Yong Fang，音译），于2000年出生于中国湖南省永州市。在九个月大的时候，她被一对来自西班牙加利西亚圣地亚哥-德孔波斯特拉（以下简称圣地亚哥）的夫妇收养。她是西班牙加利西亚自治区第一位被领养的中国孩子。阿颂塔自二十个月大起便由一名保姆照顾。她的教母是养外祖父母的好友，阿颂塔去世前的最后一个暑假便是随她在比拉诺瓦德亚罗萨度过的。她课外还会学法语、华语、小提琴和芭蕾。
阿颂塔的养母罗莎里奥·波尔图·奥尔特加（1969年12月18日－2020年11月18日），昵称查萝（西班牙語：Charo），是名律师。出生于西班牙加利西亚自治区圣地亚哥的一个精英家庭。她的父亲弗朗西斯科·波尔图·梅利亚（1925年12月18日－2012年7月26日）也是名律师，曾被法国驻加利西亚领事馆赠予荣誉领事头衔；母亲玛丽亚·德尔·索科萝·奥尔特加·罗梅罗（1933年－2011年12月12日）是名近现代艺术史中学教师。自圣地亚哥-德孔波斯特拉大学法学系毕业后，在父亲经营的律师事务所工作。1997年起继承父亲的头衔，在法国驻领事馆担任领事长达十年。
阿颂塔的养父阿方索·巴斯特拉·卡姆波罗（1964年8月2日－）是名记者。他出身自西班牙巴斯克自治区毕尔巴鄂，1980年代来到圣地亚哥发展。
阿方索与罗莎里奥在1990年相识并相恋并于1996年结婚，二人婚后居住在罗莎里奥父母给予这对夫妇的住所中。因罗莎里奥患有全身性红斑狼疮，医生不建议她怀孕，因此二人于1999年开始了在中国的领养手续，二人于2001年7月在贵阳市社会福利院收养了9个月大的中国女婴永芳，为她取名阿颂塔。2013年1月6日，阿方索通过罗莎里奥的电子邮箱发现了她的婚外情，二人于8日发生争吵并分居。随后阿方索不断发送消息令罗莎里奥感觉受到了骚扰。二人于同年2月14日正式协议离婚。
离婚后，阿颂塔随养母罗莎里奥居住在圣地亚哥的一幢公寓中，距离其养父阿方索住家仅25米。此外，罗莎里奥在圣地亚哥市郊的小镇特奥有一幢乡间别墅。两地车程约20分钟。阿方索在看了心理医生后与前妻罗莎里奥的关系达到了一种平衡，阿方索会帮忙照看生病的前妻，而罗莎里奥会在经济上帮助前夫阿方索。6月26日至7月1日，罗莎里奥因病情加重住院，期间与前夫阿方索达成协议，阿方索答应照顾她和养女，而罗莎里奥同意结束婚外情。

## 经过
2013年9月21日星期六晚上10点17分，阿颂塔的养父母报案其女儿的失踪。二人表示当天下午三人在养父阿方索家吃了午饭。养母罗莎里奥最初表示，当天下午她独自开车到特奥的乡间别墅，独留阿颂塔在家做作业。晚上回家后发现女儿不在，联系周围的人也都说没有消息，直到晚上9点半也不见身影，所以她和前夫到警察局报案失踪。
翌日22日凌晨1点左右，两名路人在特奥的山间小路边发现了阿颂塔的尸体，该地距罗莎里奥的乡间别墅仅有五公里路程。因距离乡间别墅很近，警方怀疑乡间别墅极有可能是第一犯罪现场，为此调查人员与罗莎里奥一起来到乡间别墅，同时告知罗莎里奥不要碰任何东西。罗莎里奥表示同意且表示需要上厕所。然而一名警官跟随她上楼后却发现她正试图从卧室的废纸箱里拿东西，里面有卷与案发现场相似的橙色麻绳。
警方根据尸体情况初步断定，阿颂塔可能是遭受性虐待之后被掐死的。经过尸检，法医得出最终结论：女孩并没有受到任何形式的性暴力，她是窒息而死的。
根据监控录像，下午2点，她经过银行，走到养父巴斯特拉的住宅中。下午5点21分，她经过银行，返回母亲的别墅。5时28分，再次经过银行。
随后，警方将怀疑的目光转向了阿颂塔的养父母。不久，两人先后被捕。罗莎里奥可能因为经济困境，为争夺父母留给阿颂塔的遗产而产生杀意。

## 法庭审理
2015年10月30日，拉科鲁尼亚省法院判处女孩的西班牙养父母一级杀人罪成立，监禁18年。

## 后续
阿颂塔的养母罗莎里奥在狱中曾二度自杀未遂，最终于2020年11月18日在阿维拉布列瓦的女子监狱中自杀，享年50岁。
阿颂塔的养父阿方索预计于2031年服满出狱。如服刑期间表现俱佳，可通过感化令提前于2025年出狱并定期报道。